# Raquel Rodrigo
Raquel Rodríguez López, coneguda artísticament com a Raquel Rodrigo, (l'Havana, 11 de març de 1915-Madrid, 18 de març de 2004), va ser una actriu i cantant que va exercir la seva carrera professional a Espanya.

## Biografia

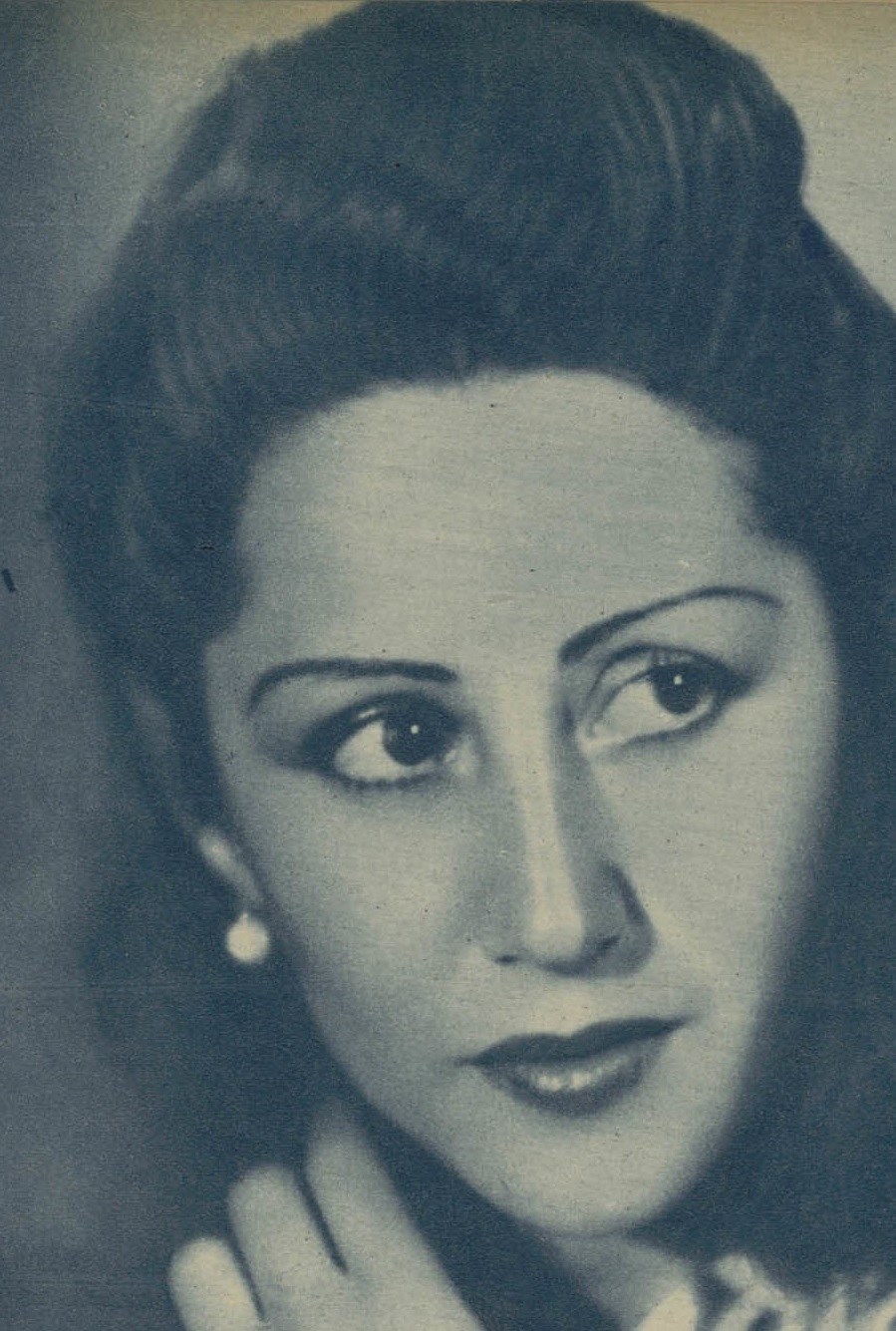
Raquel Rodrigo en 1944

Filla d'emigrants gallecs, neix a Cuba però viu els seus primers anys a Puerto Rico i Veneçuela, fins que la seva família es trasllada a Madrid a l'edat de sis anys. Cursa els seus estudis reglats a l'Instituto Escuela, alhora que rep classes de cant, dansa i dicció. Va començar la carrera de medicina però la va abandonar per dedicar-se al teatre.
Va debutar al cinema a la primera pel·lícula parlada rodada a Espanya: Carceleras (1932), de José Buchs. Va ser considerada una de les actrius més importants del període de la Segona República espanyola, en part pels seus papers a La verbena de la Paloma (1935) i El barbero de Sevilla (1938), ambdues de Benito Perojo, i també per Madre Alegría (1937), o El rey que rabió (1940), de José Buchs.
Després de la Guerra Civil espanyola va treballar sobretot al teatre, destacant en la revista Doña Mariquita de mi corazón, de José Muñoz Román, i en diversos papers secundaris al cinema, fins que va contraure matrimoni amb Manuel Iglesias Vega, abandonant la seva carrera artística en 1962.
Una vegada es va separar torna a actuar de manera esporàdica, amb diverses aparicions a la ràdio i la televisió. Al teatre va protagonitzar la taquillera Sé infiel y no mires con quién, amb Pedro Osinaga, que va estar en cartellera durant tota la dècada de 1970.
A partir dels anys 70 torna al cinema, treballant amb directors com ara Vicente Escrivá, Pedro Olea o Álvaro Sáenz de Heredia.
En novembre de 1995 va rebre un homenatge durant els actes de celebració del centenari del cinema espanyol. En 1996 va rebre la medalla d'or de l'Academia per la seva trajectòria artística en la que va treballar en tots els àmbits de l'espectacle, adaptant-se sempre a les característiques de l'època.
Va morir l'any 2004, després d'una intervenció quirúrgica per tractar un càncer.

## Filmografia (selecció)

### Cinema
- Carceleras (1932), de José Buchs.
- Doña Francisquita (1934), de Hans Behrendt.
- La verbena de la Paloma (1935), de Benito Perojo.
- La reina mora (1937), d'Eusebio Fernández Ardavín.
- Madre Alegría (1937), de José Buchs.
- El barbero de Sevilla (1938), de Benito Perojo.
- El rey que rabió (1940), de José Buchs.
- La nao Capitana (1947), de Florián Rey.
- La canción de La Malibrán (1951), de Luis Escobar.
- No es bueno que el hombre esté solo (1973), de Pedro Olea.
- El poder del deseo (1975), de Juan Antonio Bardem.
- La lozana andaluza (1976), de Vicente Escrivá.
- El hombre que supo amar (1976), de Miguel Picazo.
- Obsesión (1977), de Francisco Lara Polop.
- Aquí huele a muerto... (¡pues yo no he sido!) (1990), d'Álvaro Sáenz de Heredia.
- Morirás en Chafarinas (1995), de Pedro Olea.
- Familia (1996), de Fernando León de Aranoa.

### Televisió
| Any  | Sèrie                              | Episodi                                |
| ---- | ---------------------------------- | -------------------------------------- |
| 1966 | Novela                             | Resurección II                         |
| 1974 | Novela                             | La casa de las locas III               |
| 1974 | Novela                             | La casa de las locas IV                |
| 1974 | Novela                             | Oblomov                                |
| 1976 | El Teatro                          | Madre el drama padre                   |
| 1978 | Novela                             | Resurección (de Leon Tolstoi)          |
| 1978 | Novela                             | Pepita Jiménez                         |
| 1978 | Novela                             | Pepita Jiménez II                      |
| 1978 | Novela                             | Pepita Jiménez III                     |
| 1978 | Novela                             | Pepita Jiménez V                       |
| 1978 | Memorias del cine español          | Prólogo: Los años 30                   |
| 1981 | Estudio 1                          | Hoy es fiesta II                       |
| 1982 | Ramón y Cajal                      | Cajal en Valencia                      |
| 1984 | La noche del cine español          | Emès el 28 de maig de 1984             |
| 1985 | La huella del crimen               | El caso de las envenenadas de Valencia |
| 1985 | La comedia musical española        | El sobre verde                         |
| 1985 | La comedia musical española        | Las de Villadiego                      |
| 1985 | La comedia musical española        | Róbame esta noche                      |
| 1986 | Tristeza de amor                   | Más se perdió en Cuba                  |
| 1996 | Cine de barrio                     | Emès el 23 de març de 1996             |
| 1997 | Andalucía, un siglo de fascinación | Ojos verdes                            |
| 2000 | Cine de barrio                     | Emès el 8 de gener de 2000             |
| 2003 | Cine de barrio                     | Emès el 16 d'agost de 2003             |